# Nicolás Arbiza
Nicolás Arbiza, vollständiger Name Nicolás Arbiza Ferreira, (* 14. Mai 1992 in Bella Unión) ist ein uruguayischer Fußballspieler.

## Karriere
Der 1,76 Meter große Mittelfeldakteur Arbiza stand zu Beginn seiner Karriere von der Apertura 2010 bis Mitte 2013 im Kader des uruguayischen Erstligisten Liverpool Montevideo. Dort kam er in den Spielzeiten 2010/11, 2011/12 und 2012/13 jeweils zu einem, drei und zwei Einsätzen in der Primera División. Ein Tor erzielte er nicht. Zur Apertura 2013 schloss er sich dem Erstligisten Club Atlético Rentistas an. Der Wechsel erfolgte auf Leihbasis. Weitere Ligaeinsätze sind für ihn dort nicht verzeichnet. Sodann spielte er im Amateurfußball Uruguays, gehörte Anfang 2014 einer Auswahl Bella Unións an und war im Jahr 2014 für diese mit neun Treffern erfolgreichster Torschütze in der Confederación del Litoral. Auch im Spielbetrieb der OFI zeichnete er sich als erfolgreicher Torschütze aus. Anschließend stand er in Reihen des Klubs Universitario in der Liga Salteña. 2015 ist er weiterhin für Universitario aktiv.